# Новогригоровка (Никольский район)
Новогриго́ровка (укр. Новогригорівка) — село на Украине, находится в Никольском районе Донецкой области.
Код КОАТУУ — 1421781103. Население по переписи 2001 года составляет 317 человек. Почтовый индекс — 87060. Телефонный код — 6246.

## Адрес местного совета
87060, Донецкая область, Никольский район, с. Боевое, ул. Сенатосенко, 74 г, 2-51-31